# Llista de topònims de Vall-llobrega
Llista de topònims (noms propis de lloc) del municipi de Vall-llobrega, al Baix Empordà
Informació actualitzada per un bot. Els canvis manuals es perdran quan s'actualitzi!

## entitat singular de població
| imatge | Nom                                 | Ubicat a      | instància de                                                                   | Detalls | coordenades                                                      | Protecció | Commons (més fotos) | Dades a WD                    |
| ------ | ----------------------------------- | ------------- | ------------------------------------------------------------------------------ | ------- | ---------------------------------------------------------------- | --------- | ------------------- | ----------------------------- |
|        | Polígon industrial de Vall-llobrega | Vall-llobrega | entitat singular de població polígon industrial                                | 59 hab  | 41° 52′ 48″ N, 3° 08′ 19″ E / 41.879872°N,3.138638°E 26 msnm     |           |                     | Modifica les dades a Wikidata |
|        | Vall-llobrega                       | Vall-llobrega | entitat singular de població ens local històric de Catalunya capital municipal | 259 hab | 41° 52′ 56″ N, 3° 07′ 45″ E / 41.88216°N,3.12904°E               |           |                     | Modifica les dades a Wikidata |
|        | el Mas Falquet                      | Vall-llobrega | entitat singular de població urbanització                                      | 186 hab | 41° 53′ 06″ N, 3° 07′ 07″ E / 41.885129°N,3.118665°E 100 msnm    |           |                     | Modifica les dades a Wikidata |
|        | el Raval de Baix                    | Vall-llobrega | entitat singular de població                                                   | 408 hab | 41° 52′ 41″ N, 3° 07′ 38″ E / 41.87795877°N,3.12719115°E 39 msnm |           |                     | Modifica les dades a Wikidata |

## església
| imatge | Nom                              | Ubicat a      | instància de | Detalls                                       | coordenades                                                                | Protecció                                  | Commons (més fotos)                     | Dades a WD                    |
| ------ | -------------------------------- | ------------- | ------------ | --------------------------------------------- | -------------------------------------------------------------------------- | ------------------------------------------ | --------------------------------------- | ----------------------------- |
|        | Sant Mateu Nou de Vall-llobrega  | Vall-llobrega | església     | Estil: arquitectura popular 17th century      | 41° 52′ 52″ N, 3° 07′ 33″ E / 41.8812°N,3.12571°E ca:Raval de Baix 47 msnm | bé integrant del patrimoni cultural català | Sant Mateu Nou de Vall-llobrega         | Modifica les dades a Wikidata |
|        | Sant Mateu Vell de Vall-llobrega | Vall-llobrega | església     | Estil: arquitectura romànica Estat: restaurat | 41° 53′ 41″ N, 3° 06′ 51″ E / 41.8947°N,3.11412°E                          | bé cultural d'interès local                | Església de Sant Mateu de Vall-llobrega | Modifica les dades a Wikidata |

## masia
| imatge | Nom                        | Ubicat a      | instància de | Detalls | coordenades | Protecció | Commons (més fotos) | Dades a WD                    |
| ------ | -------------------------- | ------------- | ------------ | ------- | --- | --------- | ------------------- | ----------------------------- |
|        | Can Baldiri de la Catedral | Vall-llobrega | masia        |         | 41° 53′ 11″ N, 3° 08′ 23″ E / 41.8862926206701°N,3.13981815484317°E                                                            |           |                     | Modifica les dades a Wikidata |
|        | Can Caubet                 | Vall-llobrega | masia        |         | 41° 52′ 51″ N, 3° 07′ 20″ E / 41.8807734323247°N,3.12227009931694°E                                                            |           |                     | Modifica les dades a Wikidata |
|        | Can Costa                  | Vall-llobrega | masia        |         | 41° 52′ 53″ N, 3° 07′ 32″ E / 41.8814182423685°N,3.12568214964523°E                                                            |           |                     | Modifica les dades a Wikidata |
|        | Can Duran                  | Vall-llobrega | masia        |         | 41° 53′ 01″ N, 3° 08′ 01″ E / 41.8837420862548°N,3.13359334554182°E                                                            |           |                     | Modifica les dades a Wikidata |
|        | Can Mariflor               | Vall-llobrega | masia        |         | 41° 52′ 48″ N, 3° 08′ 02″ E / 41.8800309498819°N,3.13386281416326°E                                                            |           |                     | Modifica les dades a Wikidata |
|        | Can Palet                  | Vall-llobrega | masia        |         | 41° 52′ 46″ N, 3° 07′ 21″ E / 41.8795661822927°N,3.12258115057681°E                                                            |           |                     | Modifica les dades a Wikidata |
|        | Can Peric                  | Vall-llobrega | masia        |         | 41° 53′ 09″ N, 3° 07′ 23″ E / 41.8858165498657°N,3.12294264029374°E                                                            |           |                     | Modifica les dades a Wikidata |
|        | Can Plageta                | Vall-llobrega | masia        |         | 41° 53′ 22″ N, 3° 07′ 44″ E / 41.8893317698058°N,3.12883166312678°E                                                            |           |                     | Modifica les dades a Wikidata |
|        | Can Ramonet el Valencià    | Vall-llobrega | masia        |         | 41° 52′ 55″ N, 3° 08′ 19″ E / 41.8818265953218°N,3.13868754085115°E                                                            |           |                     | Modifica les dades a Wikidata |
|        | Can Roquetes               | Vall-llobrega | masia        |         | 41° 52′ 56″ N, 3° 07′ 42″ E / 41.8822169314695°N,3.12832321692443°E                                                            |           |                     | Modifica les dades a Wikidata |
|        | Can Sabat                  | Vall-llobrega | masia        |         | 41° 53′ 23″ N, 3° 06′ 56″ E / 41.8895890267058°N,3.11560904387849°E                                                            |           |                     | Modifica les dades a Wikidata |
|        | Can Simó                   | Vall-llobrega | masia        |         | 41° 53′ 13″ N, 3° 07′ 55″ E / 41.8869505353992°N,3.13185228504306°E                                                            |           |                     | Modifica les dades a Wikidata |
|        | Can Tentira                | Vall-llobrega | masia        |         | 41° 53′ 20″ N, 3° 08′ 04″ E / 41.8889739381232°N,3.13455649490424°E                                                            |           |                     | Modifica les dades a Wikidata |
|        | Can Toia                   | Vall-llobrega | masia        |         | 41° 52′ 55″ N, 3° 07′ 48″ E / 41.8820259175402°N,3.12998607770939°E                                                            |           |                     | Modifica les dades a Wikidata |
|        | Mas Bajandes               | Vall-llobrega | masia        |         | 41° 53′ 03″ N, 3° 07′ 26″ E / 41.884050214316°N,3.12386732478188°E                                                             |           |                     | Modifica les dades a Wikidata |
|        | Mas Cabrer                 | Vall-llobrega | masia        |         | 41° 53′ 37″ N, 3° 06′ 25″ E / 41.8935695005106°N,3.10687659591436°E                                                            |           |                     | Modifica les dades a Wikidata |
|        | Mas Esquerdo               | Vall-llobrega | masia        |         | 41° 52′ 58″ N, 3° 07′ 21″ E / 41.8826824954619°N,3.12263531707059°E                                                            |           |                     | Modifica les dades a Wikidata |
|        | Mas Falquet                | Vall-llobrega | masia        |         | 41° 53′ 10″ N, 3° 07′ 14″ E / 41.8860982409423°N,3.12060484965227°E                                                            |           |                     | Modifica les dades a Wikidata |
|        | Mas Gafarot                | Vall-llobrega | masia        |         | 41° 53′ 18″ N, 3° 07′ 11″ E / 41.8882247221863°N,3.11977714728292°E                                                            |           |                     | Modifica les dades a Wikidata |
|        | Mas Ginesta                | Vall-llobrega | masia        |         | 41° 53′ 06″ N, 3° 07′ 39″ E / 41.885100042819°N,3.12749732455049°E                                                             |           |                     | Modifica les dades a Wikidata |
|        | Mas Glo                    | Vall-llobrega | masia        |         | 41° 53′ 04″ N, 3° 08′ 03″ E / 41.8843358904578°N,3.13414901678929°E                                                            |           |                     | Modifica les dades a Wikidata |
|        | Mas Lletrà                 | Vall-llobrega | masia        |         | 41° 53′ 12″ N, 3° 07′ 36″ E / 41.8865691819623°N,3.12657213838258°E                                                            |           |                     | Modifica les dades a Wikidata |
|        | Mas Martin                 | Vall-llobrega | masia        |         | 41° 52′ 50″ N, 3° 08′ 08″ E / 41.8806865832036°N,3.13545507729997°E                                                            |           |                     | Modifica les dades a Wikidata |
|        | Mas Maruny                 | Vall-llobrega | masia        |         | 41° 52′ 46″ N, 3° 07′ 58″ E / 41.879434364513°N,3.1326517849251°E                                                              |           |                     | Modifica les dades a Wikidata |
|        | Mas Mussol                 | Vall-llobrega | masia        |         | 41° 53′ 12″ N, 3° 07′ 51″ E / 41.886735378517°N,3.13097194661654°E                                                             |           |                     | Modifica les dades a Wikidata |
|        | Mas Petit                  | Vall-llobrega | masia        |         | 41° 53′ 17″ N, 3° 07′ 56″ E / 41.8879680152714°N,3.13210750285614°E                                                            |           |                     | Modifica les dades a Wikidata |
|        | Mas Rius                   | Vall-llobrega | masia        |         | 41° 52′ 53″ N, 3° 07′ 19″ E / 41.8812512812432°N,3.12181302134453°E                                                            |           |                     | Modifica les dades a Wikidata |
|        | Mas Robau                  | Vall-llobrega | masia        |         | 41° 52′ 44″ N, 3° 07′ 46″ E / 41.8789821527029°N,3.12949783278856°E                                                            |           |                     | Modifica les dades a Wikidata |
|        | Mas Roca de Gria           | Vall-llobrega | masia        |         | 41° 53′ 05″ N, 3° 07′ 56″ E / 41.8848513632351°N,3.13235419568017°E                                                            |           |                     | Modifica les dades a Wikidata |
|        | Mas Thorn                  | Vall-llobrega | masia        |         | 41° 52′ 35″ N, 3° 08′ 02″ E / 41.8764821164629°N,3.13397592277307°E                                                            |           |                     | Modifica les dades a Wikidata |
|        | Mas Valentí                | Vall-llobrega | masia        |         | 41° 52′ 40″ N, 3° 08′ 33″ E / 41.8778047226061°N,3.14261974803116°E                                                            |           |                     | Modifica les dades a Wikidata |
|        | Mas Valldelsbrucs          | Vall-llobrega | masia        |         | 41° 52′ 58″ N, 3° 07′ 51″ E / 41.8828444985947°N,3.13090373734611°E                                                            |           |                     | Modifica les dades a Wikidata |
|        | Mas Vidal                  | Vall-llobrega | masia        |         | 41° 52′ 32″ N, 3° 07′ 58″ E / 41.8754656456808°N,3.13285303342938°E                                                            |           |                     | Modifica les dades a Wikidata |
|        | Mas d'en Gotes             | Vall-llobrega | masia        |         | 41° 53′ 12″ N, 3° 08′ 00″ E / 41.8867237230907°N,3.13327411610335°E                                                            |           |                     | Modifica les dades a Wikidata |
|        | Mas d'en Maça              | Vall-llobrega | masia        |         | 41° 53′ 34″ N, 3° 06′ 46″ E / 41.8928523837637°N,3.11270978874263°E ca:Camí del Raval de Dalt a Fitor, prop de Sant Mateu Vell |           |                     | Modifica les dades a Wikidata |
|        | Mas de Surroca             | Vall-llobrega | masia        |         | 41° 53′ 01″ N, 3° 07′ 18″ E / 41.8836111352451°N,3.12175723961822°E                                                            |           |                     | Modifica les dades a Wikidata |
|        | Mas de la Riera            | Vall-llobrega | masia        |         | 41° 52′ 59″ N, 3° 07′ 36″ E / 41.8831014472589°N,3.12666171584117°E                                                            |           |                     | Modifica les dades a Wikidata |
|        | Mas del Molí               | Vall-llobrega | masia        |         | 41° 52′ 36″ N, 3° 07′ 38″ E / 41.8765618724787°N,3.12720316966146°E                                                            |           |                     | Modifica les dades a Wikidata |
|        | Xalet Mas Garba            | Vall-llobrega | masia        |         | 41° 52′ 49″ N, 3° 08′ 00″ E / 41.8803106665729°N,3.13342952008499°E                                                            |           |                     | Modifica les dades a Wikidata |
|        | la Pineda                  | Vall-llobrega | masia        |         | 41° 52′ 39″ N, 3° 08′ 11″ E / 41.8775329789958°N,3.13647280720969°E                                                            |           |                     | Modifica les dades a Wikidata |
|        | les Provences              | Vall-llobrega | masia        |         | 41° 52′ 40″ N, 3° 07′ 57″ E / 41.8777267935394°N,3.13248411441633°E                                                            |           |                     | Modifica les dades a Wikidata |

## muntanya
| imatge | Nom             | Ubicat a              | instància de | Detalls | coordenades                                                         | Protecció | Commons (més fotos) | Dades a WD                    |
| ------ | --------------- | --------------------- | ------------ | ------- | ------------------------------------------------------------------- | --------- | ------------------- | ----------------------------- |
|        | Montagut        | Palamós Vall-llobrega | muntanya     |         | 41° 53′ 11″ N, 3° 06′ 33″ E / 41.886325°N,3.10912778°E 266.4 msnm   |           |                     | Modifica les dades a Wikidata |
|        | Puig Agudell    | Vall-llobrega         | muntanya     |         | 41° 53′ 38″ N, 3° 07′ 38″ E / 41.89391111°N,3.12725556°E 195.7 msnm |           |                     | Modifica les dades a Wikidata |
|        | Puig Antoniet   | Palamós Vall-llobrega | muntanya     |         | 41° 53′ 04″ N, 3° 06′ 50″ E / 41.8844°N,3.11389°E 168.4 msnm        |           |                     | Modifica les dades a Wikidata |
|        | Puig d'en Boix  | Palamós Vall-llobrega | muntanya     |         | 41° 52′ 52″ N, 3° 06′ 56″ E / 41.881052°N,3.115425°E 168.4 msnm     |           |                     | Modifica les dades a Wikidata |
|        | Puig d'en Gotes | Vall-llobrega         | muntanya     |         | 41° 53′ 22″ N, 3° 07′ 57″ E / 41.8894°N,3.13249°E 108.4 msnm        |           |                     | Modifica les dades a Wikidata |

## nucli de població
| imatge | Nom           | Ubicat a                       | instància de      | Detalls | coordenades                                                      | Protecció                                  | Commons (més fotos) | Dades a WD                    |
| ------ | ------------- | ------------------------------ | ----------------- | ------- | ---------------------------------------------------------------- | ------------------------------------------ | ------------------- | ----------------------------- |
|        | Raval de Baix | Vall-llobrega el Raval de Baix | nucli de població |         | 41° 52′ 49″ N, 3° 07′ 33″ E / 41.880343°N,3.125944°E             | bé integrant del patrimoni cultural català |                     | Modifica les dades a Wikidata |
|        | Raval de Dalt | Vall-llobrega                  | nucli de població |         | 41° 53′ 25″ N, 3° 07′ 01″ E / 41.89025948528°N,3.1170040857515°E | bé integrant del patrimoni cultural català |                     | Modifica les dades a Wikidata |

## Misc
| imatge | Nom                                | Ubicat a      | instància de      | Detalls                                                          | coordenades                                                                                             | Protecció                   | Commons (més fotos)             | Dades a WD                    |
| ------ | ---------------------------------- | ------------- | ----------------- | ---------------------------------------------------------------- | --- | --------------------------- | ------------------------------- | ----------------------------- |
|        | Pont de la Creu                    | Vall-llobrega | pont              | Estil: arquitectura popular                                      | 41° 52′ 54″ N, 3° 07′ 29″ E / 41.88159°N,3.12485°E ca:Carrer del Raval de Mar, al costat de Can Pelegrí | bé cultural d'interès local | Pont de la Creu (Vall-llobrega) | Modifica les dades a Wikidata |
|        | casa consistorial de Vall-llobrega | Vall-llobrega | casa consistorial |                                                                  | 41° 52′ 50″ N, 3° 07′ 34″ E / 41.8806482°N,3.126209°E                                                   |                             |                                 | Modifica les dades a Wikidata |
|        | olivera del Mas Genesta            | Vall-llobrega | arbre singular    | Taxon: Olea europaea var. europaea (Olea europaea var. europaea) | 41° 53′ 00″ N, 3° 08′ 20″ E / 41.883232°N,3.138787°E                                                    |                             |                                 | Modifica les dades a Wikidata |